# وادي الغيل
وادي الغيل يقع في شمال محافظة المجاردة من ناحية وجنوب محافظة النماص.